# Campionatul European de Fotbal 2020
„Campionatul European de Fotbal 2021” redirecționează aici.
Campionatul European de Fotbal UEFA 2020, denumit în mod obișnuit ca UEFA Euro 2020 sau pe scurt Euro 2020,sau Euro 2021 a fost cea de-a șaisprezecea ediție a Campionatului European UEFA, campionatul internațional cvadrienal de fotbal organizat de UEFA pentru echipele naționale masculine europene ale federațiilor sale membre. Pentru a sărbători cea de-a 60-a aniversare a Campionatului European, președintele UEFA, Michel Platini, a declarat că turneul va fi găzduit în mai multe națiuni ca un eveniment unic „romantic”, 11 orașe din 11 țări UEFA furnizând fiecare locații pentru turneu, devenind astfel al doilea turneu internațional de seniori din istorie, după Cupa Asiei AFC 2007, pe care mai mult de două națiuni îl găzduiesc împreună.
Portugalia a fost campioana en-titre, dar a fost eliminată în optimi de Belgia. Ediția a fost câștigată de Italia, care a învins Anglia la lovituri de departajare în finala disputată pe stadionul Wembley din Londra. Victoria a venit exact la 39 de ani de la victoria Italiei în finala Cupei Mondiale FIFA 1982 împotriva Germaniei de Vest.
Inițial, turneul urma să se desfășoare între 12 iunie și 12 iulie 2020. Din cauza restricțiilor COVID-19 din acel an, turneul a fost amânat pentru iunie și iulie 2021, păstrând în același timp numele de UEFA Euro 2020 și stadioanele gazdă. Pe lângă regulile speciale privind restricțiile COVID-19, UEFA a permis, de asemenea, două înlocuiri suplimentare și a implementat arbitrul asistent video (VAR) pentru prima dată. Inițial, au fost alese 13 locații pentru turneu, dar două au fost ulterior abandonate. Bruxelles a fost abandonat în decembrie 2017, după ce Eurostadium din oraș a fost abandonat, în timp ce Dublin a fost abandonat în aprilie 2021, deoarece nu exista nicio garanție că spectatorii ar putea participa. Spania a intenționat inițial să folosească Bilbao ca loc de desfășurare a competiției, dar ulterior a optat pentru Sevilla pentru a permite accesul spectatorilor la meciuri. UEFA a ales Stadio Olimpico din Roma pentru a găzdui meciul de deschidere dintre Italia și Turcia, în timp ce Stadionul Wembley din Londra a fost ales ca loc de desfășurare a semifinalelor și finalei pentru a doua oară, după turneul din 1996 desfășurat pe stadionul original cu același nume.

## Selecția orașelor
UEFA a reevaluat condițiile pentru țările gazdă la data de 11 decembrie 2008. Pentru a organiza Euro 2020 vor fi necesare nouă stadioane principale și alte trei de rezervă.
Condițiile minimale pentru mărimea stadioanelor sunt:
- 2 stadioane cu o capacitate de minim 50.000 de locuri;
- 3 stadioane cu o capacitate de minim 40.000 de locuri;
- 4 stadioane cu o capacitate de minim 30.000 de locuri.
- 4 stadione  cu o capacitate de minim 60.000 locuri

Stadioanele trebuie să fie terminate până pe 30 iunie 2018. De asemenea, țările gazdă mai au de îndeplinit alte 19 reglementări și de răspuns la 200 de întrebări în documentația depusă la UEFA.

## Stadioane
| Londra             | Roma                 | LondraRomaMünchenBakuSankt PetersburgBudapestaSevillaBucureștiAmsterdamGlasgowCopenhaga | LondraRomaMünchenBakuSankt PetersburgBudapestaSevillaBucureștiAmsterdamGlasgowCopenhaga | München            |
| ------------------ | -------------------- | --------------------------------------------------------------------------------------- | --------------------------------------------------------------------------------------- | ------------------ |
| Stadionul Wembley  | Stadio Olimpico      | LondraRomaMünchenBakuSankt PetersburgBudapestaSevillaBucureștiAmsterdamGlasgowCopenhaga | LondraRomaMünchenBakuSankt PetersburgBudapestaSevillaBucureștiAmsterdamGlasgowCopenhaga | Allianz Arena      |
| Capacitate: 90.000 | Capacitate: 70.634   | LondraRomaMünchenBakuSankt PetersburgBudapestaSevillaBucureștiAmsterdamGlasgowCopenhaga | LondraRomaMünchenBakuSankt PetersburgBudapestaSevillaBucureștiAmsterdamGlasgowCopenhaga | Capacitate: 70.000 |
|                    |                      | LondraRomaMünchenBakuSankt PetersburgBudapestaSevillaBucureștiAmsterdamGlasgowCopenhaga | LondraRomaMünchenBakuSankt PetersburgBudapestaSevillaBucureștiAmsterdamGlasgowCopenhaga |                    |
| Baku               | Sankt Petersburg     | LondraRomaMünchenBakuSankt PetersburgBudapestaSevillaBucureștiAmsterdamGlasgowCopenhaga | LondraRomaMünchenBakuSankt PetersburgBudapestaSevillaBucureștiAmsterdamGlasgowCopenhaga | Budapesta          |
| Stadionul Olimpic  | Stadionul Krestovski | LondraRomaMünchenBakuSankt PetersburgBudapestaSevillaBucureștiAmsterdamGlasgowCopenhaga | LondraRomaMünchenBakuSankt PetersburgBudapestaSevillaBucureștiAmsterdamGlasgowCopenhaga | Puskás Aréna       |
| Capacitate: 68.700 | Capacitate: 68.134   | LondraRomaMünchenBakuSankt PetersburgBudapestaSevillaBucureștiAmsterdamGlasgowCopenhaga | LondraRomaMünchenBakuSankt PetersburgBudapestaSevillaBucureștiAmsterdamGlasgowCopenhaga | Capacitate: 67.215 |
|                    |                      | LondraRomaMünchenBakuSankt PetersburgBudapestaSevillaBucureștiAmsterdamGlasgowCopenhaga | LondraRomaMünchenBakuSankt PetersburgBudapestaSevillaBucureștiAmsterdamGlasgowCopenhaga |                    |
| Sevilla            | București            | Amsterdam                                                                               | Glasgow                                                                                 | Copenhaga          |
| La Cartuja         | Arena Națională      | Johan Cruijff Arena                                                                     | Hampden Park                                                                            | Parken             |
| Capacitate: 60.000 | Capacitate: 55.600   | Capacitate: 54.990                                                                      | Capacitate: 51.866                                                                      | Capacitate: 38.065 |
|                    |                      |                                                                                         |                                                                                         |                    |

13 stadioane au fost selectate și anunțate la data de 19 septembrie 2014:
- Finală și semifinale: Londra (Anglia)
- Sferturi de finală și faza grupelor: München (Germania), Baku (Azerbaidjan), Sankt Petersburg (Rusia), Roma (Italia)
- Optimi de finală și faza grupelor: Copenhaga (Danemarca), București (România), Amsterdam (Țările de Jos), Dublin (Irlanda), Bilbao (Spania), Budapesta (Ungaria), Bruxelles (Belgia), Glasgow (Scoția)

Dintre cele 13 stadioane, opt nu au mai găzduit vreun Campionat European în trecut: Baku, Sankt Petersburg, Copenhaga, București, Dublin, Bilbao, Budapesta și Glasgow.
Dintre cele 13 țări, șapte nu au mai găzduit vreo finală europeană în trecut: Azerbaidjan, Danemarca, Ungaria, România, Irlanda, Rusia și Scoția.
Dintre cele 13 stadioane, doar două au mai găzduit vreo finală europeană în trecut: Stadio Olimpico și Amsterdam Arena. Originalul stadion Wembley a găzduit meciurile și finala Campionatului European din 1996, dar cu toate că se află pe același loc, acesta este considerat un stadion diferit față de Stadionul Wembley.
Orașele Bruxelles, Bilbao și Dublin au fost eliminate. Meciurile au fost mutate pe Wembley, Sevilla și Sankt Petersburg.

## Preliminariile

### Echipele calificate
| Echipă        | Metoda de Calificare | Data calificării  | Apariții anterioare la turneu                                               |
| ------------- | -------------------- | ----------------- | --------------------------------------------------------------------------- |
| Anglia        | Grupa A Locul 1      | 14 noiembrie 2019 | 9 (1968, 1980, 1988, 1992, 1996, 2000 2004, 2012, 2016)                     |
| Austria       | Grupa G Locul 2      | 16 noiembrie 2019 | 2 (2008, 2016)                                                              |
| Belgia        | Grupa I Locul 1      | 10 octombrie 2019 | 5 (1972, 1980, 1984, 2000, 2016)                                            |
| Cehia         | Grupa A Locul 2      | 14 noiembrie 2019 | 9 (1960, 1976, 1980, 1996, 2000, 2004, 2008, 2012, 2016)                    |
| Croația       | Grupa E Locul 1      | 16 noiembrie 2019 | 5 (1996, 2004, 2008, 2012, 2016)                                            |
| Danemarca     | Grupa D Locul 2      | 18 noiembrie 2019 | 8 (1964, 1984, 1988, 1992, 1996, 2000, 2004, 2012)                          |
| Elveția       | Grupa D Locul 1      | 18 noiembrie 2019 | 4 (1996, 2004, 2008, 2016)                                                  |
| Finlanda      | Grupa J Locul 2      | 15 noiembrie 2019 | 0 (Debut)                                                                   |
| Franța        | Grupa H Locul 2      | 14 noiembrie 2019 | 9 (1960, 1984, 1992, 1996, 2000, 2004, 2008, 2012, 2016)                    |
| Germania      | Grupa C Locul 2      | 16 noiembrie 2019 | 12 (1972, 1976, 1980, 1984, 1988, 1992, 1996, 2000, 2004, 2008, 2012, 2016) |
| Italia        | Grupa J Locul 1      | 12 octombrie 2019 | 9 (1968, 1980, 1988, 1996, 2000, 2004, 2008, 2012, 2016)                    |
| Țările de Jos | Grupa C Locul 1      | 16 noiembrie 2019 | 9 (1976, 1980, 1988, 1992, 1996, 2000, 2004, 2008, 2012)                    |
| Polonia       | Grupa G Locul 1      | 13 octombrie 2019 | 3 (2008, 2012, 2016)                                                        |
| Portugalia    | Grupa B Locul 2      | 17 noiembrie 2019 | 6 (1984, 2000, 2004, 2008, 2012, 2016)                                      |
| Rusia         | Grupa I Locul 2      | 13 octombrie 2019 | 11 (1960, 1964, 1968, 1972, 1988, 1992, 1996, 2004, 2008, 2012, 2016)       |
| Spania        | Grupa F Locul 1      | 15 octombrie 2019 | 10 (1964, 1980, 1984, 1988, 1996, 2000, 2004, 2008, 2012, 2016)             |
| Suedia        | Grupa F Locul 2      | 15 noiembrie 2019 | 6 (1992, 2000, 2004, 2008, 2012, 2016)                                      |
| Turcia        | Grupa H Locul 2      | 14 noiembrie 2019 | 4 (1996, 2000, 2008, 2016)                                                  |
| Țara Galilor  | Grupa E Locul 2      | 19 noiembrie 2019 | 1 (2016)                                                                    |
| Ucraina       | Grupa B Locul 1      | 14 octombrie 2019 | 2 (2012, 2016)                                                              |

### Barajul Ligii Națiunilor
Deoarece anul acesta nicio țară gazdă nu este calificată automat la turneul final, iar încă o competiție între țări a fost creată, Liga Națiunilor, aceasta din urmă are ca premii finale patru locuri la turneul final Euro 2020. Pentru aceste patru locuri se bat 16 echipe în opt semifinale și patru finale diferite. Deoarece grupele C și F se joacă la București/Amsterdam, respectiv Budapesta/Munchen, cele două baraje, A și D sunt direct legate de grupele în care câștigătoarele vor ajunge. Astfel, dacă România se califică, atunci câștigătoarea din barajul D nu poate ajunge decât în grupa morții F, alături de Portugalia, Franța și Germania. Dacă Ungaria va câștiga barajul A, atunci ea va fi automat repartizată în grupa F, iar câștigătoarea barajului D va ajunge să joace la București și Amsterdam în compania Austriei, Olandei și a Ucrainei.
|  | Semifinale              | Semifinale |   |  | Finală                   | Finală |  |
|  |                         |            |   |  |                          |        |  |
|  | 8 octombrie – Sofia     |            |   |  |                          |        |  |
|  | Bulgaria                | 1          |   |  |                          |        |  |
|  | Ungaria                 | 3          |   |  |                          |        |  |
|  |                         |            |   |  |                          |        |  |
|  |                         |            |   |  | 12 noiembrie – Budapesta |        |  |
|  |                         |            |   |  | Ungaria                  | 2      |  |
|  |                         | Islanda    | 1 |  |                          |        |  |
|  |                         |            |   |  |                          |        |  |
|  |                         |            |   |  |                          |        |  |
|  |                         |            |   |  |                          |        |  |
|  | 8 octombrie – Reykjavik |            |   |  |                          |        |  |
|  | Islanda                 | 2          |   |  |                          |        |  |
|  | România                 | 1          |   |  |                          |        |  |

|  | Semifinale            | Semifinale |   |  | Finală                 | Finală |  |
|  |                       |            |   |  |                        |        |  |
|  | 8 octombrie – Zenica  |            |   |  |                        |        |  |
|  | Bosnia și Herțegovina | 1          |   |  |                        |        |  |
|  | Irlanda de Nord       | 1          |   |  |                        |        |  |
|  |                       |            |   |  |                        |        |  |
|  |                       |            |   |  | 12 noiembrie – Belfast |        |  |
|  |                       |            |   |  | Irlanda de Nord        | 1      |  |
|  |                       | Slovacia   | 2 |  |                        |        |  |
|  |                       |            |   |  |                        |        |  |
|  |                       |            |   |  |                        |        |  |
|  |                       |            |   |  |                        |        |  |
|  | 8 octombrie – Trnava  |            |   |  |                        |        |  |
|  | Slovacia              | 0          |   |  |                        |        |  |
|  | Irlanda               | 0          |   |  |                        |        |  |

|  | Semifinale            | Semifinale |       |  | Finală                 | Finală |  |
|  |                       |            |       |  |                        |        |  |
|  | 8 octombrie – Oslo    |            |       |  |                        |        |  |
|  | Norvegia              | 1          |       |  |                        |        |  |
|  | Serbia                | 2          |       |  |                        |        |  |
|  |                       |            |       |  |                        |        |  |
|  |                       |            |       |  | 12 noiembrie – Belgrad |        |  |
|  |                       |            |       |  | Serbia                 | 1      |  |
|  |                       | Scoția     | 1 (p) |  |                        |        |  |
|  |                       |            |       |  |                        |        |  |
|  |                       |            |       |  |                        |        |  |
|  |                       |            |       |  |                        |        |  |
|  | 8 octombrie – Glasgow |            |       |  |                        |        |  |
|  | Scoția                | 0          |       |  |                        |        |  |
|  | Israel                | 0          |       |  |                        |        |  |

|  | Semifinale            | Semifinale |   |  | Finală                 | Finală |  |
|  |                       |            |   |  |                        |        |  |
|  | 8 octombrie – Tbilisi |            |   |  |                        |        |  |
|  | Georgia               | 1          |   |  |                        |        |  |
|  | Belarus               | 0          |   |  |                        |        |  |
|  |                       |            |   |  |                        |        |  |
|  |                       |            |   |  | 12 noiembrie – Tbilisi |        |  |
|  |                       |            |   |  | Georgia                | 0      |  |
|  |                       | Macedonia  | 1 |  |                        |        |  |
|  |                       |            |   |  |                        |        |  |
|  |                       |            |   |  |                        |        |  |
|  |                       |            |   |  |                        |        |  |
|  | 8 octombrie– Skopje   |            |   |  |                        |        |  |
|  | Macedonia             | 2          |   |  |                        |        |  |
|  | Kosovo                | 1          |   |  |                        |        |  |

### Tragerea la sorți
Tragerea la sorți pentru turneul final a avut loc la Complexul expozițional Romexpo din București la 30 noiembrie 2019, 19:00.
| Belgia | Italia | Anglia | Germania | Spania | Ucraina |

| Franța | Polonia | Elveția | Olanda | Rusia | Croația |

| Portugalia | Austria | Danemarca | Turcia | Suedia | Cehia |

| Finlanda | Țara Galilor | Câștigătoarea barajului A sau D | Câștigătoarea barajului B | Câștigătoarea barajului C | Câștigătoarea barajului D sau A |

## Faza grupelor

### Grupa A
| Echipa       | MJ | V | E | Î | GM | GP | G  | Pct |
| ------------ | -- | - | - | - | -- | -- | -- | --- |
| Italia       | 3  | 3 | 0 | 0 | 7  | 0  | +7 | 9   |
| Țara Galilor | 3  | 1 | 1 | 1 | 3  | 2  | +1 | 4   |
| Elveția      | 3  | 1 | 1 | 1 | 4  | 5  | −1 | 4   |
| Turcia       | 3  | 0 | 0 | 3 | 1  | 8  | −7 | 0   |

| Turcia | 0-3    | Italia                                         |
| ------ | ------ | ---------------------------------------------- |
|        | Raport | - Demiral 53' (a) - Immobile 66' - Insigne 79' |

| Țara Galilor | 1-1    | Elveția      |
| ------------ | ------ | ------------ |
| - Moore 74'  | Raport | - Embolo 49' |

| Turcia | 0-2    | Țara Galilor                 |
| ------ | ------ | ---------------------------- |
|        | Raport | - Ramsey 42' - Roberts 90+5' |

| Italia                              | 3-0    | Elveția |
| ----------------------------------- | ------ | ------- |
| - Locatelli 26', 52' - Immobile 89' | Raport |         |

| Italia        | 1-0    | Țara Galilor |
| ------------- | ------ | ------------ |
| - Pessina 39' | Raport |              |

| Elveția                           | 3-1    | Turcia        |
| --------------------------------- | ------ | ------------- |
| - Seferović 6' - Shaqiri 26', 68' | Raport | - Kahveci 62' |

### Grupa B
| Echipa    | MJ | V | E | Î | GM | GP | G  | Pct |
| --------- | -- | - | - | - | -- | -- | -- | --- |
| Belgia    | 3  | 3 | 0 | 0 | 7  | 1  | +6 | 9   |
| Danemarca | 3  | 1 | 0 | 2 | 5  | 4  | +1 | 3   |
| Finlanda  | 3  | 1 | 0 | 2 | 1  | 3  | −2 | 3   |
| Rusia     | 3  | 1 | 0 | 2 | 2  | 7  | −5 | 3   |

| Danemarca | 0-1    | Finlanda         |
| --------- | ------ | ---------------- |
|           | Raport | - Pohjanpalo 60' |

| Belgia                          | 3-0    | Rusia |
| ------------------------------- | ------ | ----- |
| - Lukaku 10', 88' - Meunier 34' | Raport |       |

| Finlanda | 0-1    | Rusia             |
| -------- | ------ | ----------------- |
|          | Raport | - Miranciuk 45+2' |

| Danemarca    | 1-2    | Belgia                          |
| ------------ | ------ | ------------------------------- |
| - Poulsen 2' | Raport | - T. Hazard 55' - De Bruyne 70' |

| Finlanda | 0-2    | Belgia                          |
| -------- | ------ | ------------------------------- |
|          | Raport | - Hrádecký 74' (a) - Lukaku 81' |

| Rusia               | 1-4    | Danemarca                                                   |
| ------------------- | ------ | ----------------------------------------------------------- |
| - Dziuba 70' (pen.) | Raport | - Damsgaard 38' - Poulsen 59' - Christensen 79' - Mæhle 82' |

Rusia a luat locul 4 pentru ca a fost zdrobita 1-4 vs. Danemarca.

### Grupa C
| Echipa            | MJ | V | E | Î | GM | GP | G  | Pct |
| ----------------- | -- | - | - | - | -- | -- | -- | --- |
| Țările de Jos     | 3  | 3 | 0 | 0 | 8  | 2  | +6 | 9   |
| Austria           | 3  | 2 | 0 | 1 | 4  | 3  | +1 | 6   |
| Ucraina           | 3  | 1 | 0 | 2 | 4  | 5  | −1 | 3   |
| Macedonia de Nord | 3  | 0 | 0 | 3 | 2  | 8  | −6 | 0   |

| Austria                                         | 3-1    | Macedonia de Nord |
| ----------------------------------------------- | ------ | ----------------- |
| - Lainer 18' - Gregoritsch 78' - Arnautović 89' | Raport | - Pandev 28'      |

| Țările de Jos                                 | 3-2    | Ucraina                          |
| --------------------------------------------- | ------ | -------------------------------- |
| - Wijnaldum 52' - Weghorst 59' - Dumfries 85' | Raport | - Yarmolenko 75' - Yaremchuk 79' |

| Ucraina                          | 2-1    | Macedonia de Nord |
| -------------------------------- | ------ | ----------------- |
| - Yarmolenko 29' - Yaremchuk 34' | Raport | - Alioski 57'     |

| Țările de Jos                     | 2-0    | Austria |
| --------------------------------- | ------ | ------- |
| - Depay 11' (pen.) - Dumfries 67' | Raport |         |

| Ucraina | 0-1    | Austria           |
| ------- | ------ | ----------------- |
|         | Raport | - Baumgartner 21' |

| Macedonia de Nord | 0-3    | Țările de Jos                    |
| ----------------- | ------ | -------------------------------- |
|                   | Raport | - Depay 24' - Wijnaldum 50', 58' |

### Grupa D
| Echipa  | MJ | V | E | Î | GM | GP | G  | Pct |
| ------- | -- | - | - | - | -- | -- | -- | --- |
| Anglia  | 3  | 2 | 1 | 0 | 2  | 0  | +2 | 7   |
| Croația | 3  | 1 | 1 | 1 | 4  | 3  | +1 | 4   |
| Cehia   | 3  | 1 | 1 | 1 | 3  | 2  | +1 | 4   |
| Scoția  | 3  | 0 | 1 | 2 | 1  | 5  | −4 | 1   |

| Anglia         | 1-0    | Croația |
| -------------- | ------ | ------- |
| - Sterling 57' | Raport |         |

| Scoția | 0-2    | Cehia             |
| ------ | ------ | ----------------- |
|        | Raport | - Schick 42', 52' |

| Croația       | 1-1    | Cehia               |
| ------------- | ------ | ------------------- |
| - Perišić 47' | Raport | - Schick 37' (pen.) |

| Anglia | 0-0    | Scoția |
| ------ | ------ | ------ |
|        | Raport |        |

| Cehia | 0-1    | Anglia         |
| ----- | ------ | -------------- |
|       | Raport | - Sterling 12' |

| Croația                                 | 3-1    | Scoția         |
| --------------------------------------- | ------ | -------------- |
| - Vlašić 17' - Modrić 62' - Perišić 77' | Raport | - McGregor 42' |

### Grupa E
| Echipa   | MJ | V | E | Î | GM | GP | G  | Pct |
| -------- | -- | - | - | - | -- | -- | -- | --- |
| Suedia   | 3  | 2 | 1 | 0 | 4  | 2  | +2 | 7   |
| Spania   | 3  | 1 | 2 | 0 | 6  | 1  | +5 | 5   |
| Slovacia | 3  | 1 | 0 | 2 | 2  | 7  | −5 | 3   |
| Polonia  | 3  | 0 | 1 | 2 | 4  | 6  | −2 | 1   |

| Polonia       | 1-2    | Slovacia                          |
| ------------- | ------ | --------------------------------- |
| - Linetty 46' | Raport | - Szczęsny 18' (a) - Škriniar 69' |

| Spania | 0-0    | Suedia |
| ------ | ------ | ------ |
|        | Raport |        |

| Suedia                | 1-0    | Slovacia |
| --------------------- | ------ | -------- |
| - Forsberg 77' (pen.) | Raport |          |

| Spania       | 1-1    | Polonia           |
| ------------ | ------ | ----------------- |
| - Morata 25' | Raport | - Lewandowski 54' |

| Suedia                              | 3-2    | Polonia                |
| ----------------------------------- | ------ | ---------------------- |
| - Forsberg 2', 59' - Claesson 90+4' | Raport | - Lewandowski 61', 84' |

| Slovacia | 0-5    | Spania                                                                           |
| -------- | ------ | -------------------------------------------------------------------------------- |
|          | Raport | - Dúbravka 30' (a) - Laporte 45+3' - Sarabia 56' - F. Torres 67' - Kucka 71' (a) |

### Grupa F
| Echipa     | MJ | V | E | Î | GM | GP | G  | Pct |
| ---------- | -- | - | - | - | -- | -- | -- | --- |
| Franța     | 3  | 1 | 2 | 0 | 4  | 3  | +1 | 5   |
| Germania   | 3  | 1 | 1 | 1 | 6  | 5  | +1 | 4   |
| Portugalia | 3  | 1 | 1 | 1 | 7  | 6  | +1 | 4   |
| Ungaria    | 3  | 0 | 2 | 1 | 3  | 6  | −3 | 2   |

| Ungaria | 0-3    | Portugalia                                  |
| ------- | ------ | ------------------------------------------- |
|         | Raport | - Guerreiro 84' - Ronaldo 87' (pen.), 90+2' |

| Franța            | 1-0    | Germania |
| ----------------- | ------ | -------- |
| - Hummels 20' (a) | Raport |          |

| Ungaria       | 1-1    | Franța          |
| ------------- | ------ | --------------- |
| - Fiola 45+2' | Raport | - Griezmann 66' |

| Portugalia               | 2-4    | Germania                                                            |
| ------------------------ | ------ | ------------------------------------------------------------------- |
| - Ronaldo 15' - Jota 67' | Raport | - Dias 35' (o.g.) - Guerreiro 39' (o.g.) - Havertz 51' - Gosens 60' |

| Germania                     | 2-2    | Ungaria                        |
| ---------------------------- | ------ | ------------------------------ |
| - Havertz 66' - Goretzka 84' | Raport | - Ád. Szalai 11' - Schäfer 68' |

| Portugalia                       | 2-2    | Franța                      |
| -------------------------------- | ------ | --------------------------- |
| - Ronaldo 31' (pen.), 60' (pen.) | Raport | - Benzema 45+2' (pen.), 47' |

### Clasamentul echipelor de locul 3
| Loc | Grp. | Echipă     | Pct. | MJ | V | E | Î | GM | GP | DG | Calificare                      |
| --- | ---- | ---------- | ---- | -- | - | - | - | -- | -- | -- | ------------------------------- |
| 1.  | F    | Portugalia | 4    | 3  | 1 | 1 | 1 | 7  | 6  | +1 | Calificare în faza eliminatorie |
| 2.  | D    | Cehia      | 4    | 3  | 1 | 1 | 1 | 3  | 2  | +1 | Calificare în faza eliminatorie |
| 3.  | A    | Elveția    | 4    | 3  | 1 | 1 | 1 | 4  | 5  | −1 | Calificare în faza eliminatorie |
| 4.  | C    | Ucraina    | 3    | 3  | 1 | 0 | 2 | 4  | 5  | −1 | Calificare în faza eliminatorie |
| 5.  | B    | Finlanda   | 3    | 3  | 1 | 0 | 2 | 1  | 3  | −2 |                                 |
| 6.  | E    | Slovacia   | 3    | 3  | 1 | 0 | 2 | 2  | 7  | −5 |                                 |

## Faza eliminatorie
În faza eliminatorie (optimile de finală) se califică primele două clasate din fiecare grupă și cele mai bune 4 echipe de pe locul al treilea,adică Portugalia,Cehia,Elveția și Ucraina. Între echipele clasate pe locul 3 în fiecare grupă se va alcătui un clasament în urma căruia primele 4 echipe se vor califica în optimile de finală, iar echipele de locurile 5 și 6 vor fi eliminate din competiție.Italia au fost campioni după ce au bătut pe Anglia în finală 1-1 {3-2 pe penalti.}Meciul s-a jucat în Londra,Anglia pe Stadionul Wembley.Și Spania și-a luat revanșa din UEFA Euro 2016 Franța pe Croația și i-a bătut 5-3 în Optimi,în Euro 2016,Croația a bătut cu 2-1 pe Spania.Iar campionii 2016,Portugalia au fost eliminați în runda din 16 de Belgia 1-0.
|  | Optimi de finală     | Optimi de finală           |                   |       | Sferturi de finală | Sferturi de finală |  |  | Semifinale | Semifinale |  |  | Finala | Finala |
|  |                      |                            |                   |       |                    |                    |  |  |            |            |  |  |        |        |
|  | 27 iunie – Sevilla   |                            |                   |       |                    |                    |  |  |            |            |  |  |        |        |
|  |                      |                            |                   |       |                    |                    |  |  |            |            |  |  |        |        |
|  | Belgia               | 1                          |                   |       |                    |                    |  |  |            |            |  |  |        |        |
|  | Belgia               | 1                          | 2 iulie – München |       |                    |                    |  |  |            |            |  |  |        |        |
|  | Portugalia           | 0                          |                   |       |                    |                    |  |  |            |            |  |  |        |        |
|  | Portugalia           | 0                          | Belgia            | 1     |                    |                    |  |  |            |            |  |  |        |        |
|  | 26 iunie – Londra    |                            | Belgia            | 1     |                    |                    |  |  |            |            |  |  |        |        |
|  |                      | Italia                     | 2                 |       |                    |                    |  |  |            |            |  |  |        |        |
|  | Italia (prel)        | Italia                     | 2                 | 2     |                    |                    |  |  |            |            |  |  |        |        |
|  | Italia (prel)        |                            | 6 iulie – Londra  | 2     |                    |                    |  |  |            |            |  |  |        |        |
|  | Austria              | 1                          |                   |       |                    |                    |  |  |            |            |  |  |        |        |
|  | Austria              | 1                          | Italia (pen)      | 1 (4) |                    |                    |  |  |            |            |  |  |        |        |
|  | 28 iunie – București |                            | Italia (pen)      | 1 (4) |                    |                    |  |  |            |            |  |  |        |        |
|  |                      | Spania                     | 1 (2)             |       |                    |                    |  |  |            |            |  |  |        |        |
|  | Franța               | Spania                     | 1 (2)             | 3 (4) |                    |                    |  |  |            |            |  |  |        |        |
|  | Franța               | 2 iulie – Sankt Petersburg |                   | 3 (4) |                    |                    |  |  |            |            |  |  |        |        |
|  | Elveția (pen)        | 3 (5)                      |                   |       |                    |                    |  |  |            |            |  |  |        |        |
|  | Elveția (pen)        | 3 (5)                      | Elveția           | 1 (1) |                    |                    |  |  |            |            |  |  |        |        |
|  | 28 iunie – Copenhaga |                            | Elveția           | 1 (1) |                    |                    |  |  |            |            |  |  |        |        |
|  |                      | Spania (pen)               | 1 (3)             |       |                    |                    |  |  |            |            |  |  |        |        |
|  | Croația              | Spania (pen)               | 1 (3)             | 3     |                    |                    |  |  |            |            |  |  |        |        |
|  | Croația              |                            | 11 iulie – Londra | 3     |                    |                    |  |  |            |            |  |  |        |        |
|  | Spania (prel)        | 5                          |                   |       |                    |                    |  |  |            |            |  |  |        |        |
|  | Spania (prel)        | 5                          | Italia (pen)      | 1 (3) |                    |                    |  |  |            |            |  |  |        |        |
|  | 29 iunie – Glasgow   |                            | Italia (pen)      | 1 (3) |                    |                    |  |  |            |            |  |  |        |        |
|  |                      | Anglia                     | 1 (2)             |       |                    |                    |  |  |            |            |  |  |        |        |
|  | Suedia               | Anglia                     | 1 (2)             | 1     |                    |                    |  |  |            |            |  |  |        |        |
|  | Suedia               | 3 iulie – Roma             |                   | 1     |                    |                    |  |  |            |            |  |  |        |        |
|  | Ucraina (prel)       | 2                          |                   |       |                    |                    |  |  |            |            |  |  |        |        |
|  | Ucraina (prel)       | 2                          | Ucraina           | 0     |                    |                    |  |  |            |            |  |  |        |        |
|  | 29 iunie – Londra    |                            | Ucraina           | 0     |                    |                    |  |  |            |            |  |  |        |        |
|  |                      | Anglia                     | 4                 |       |                    |                    |  |  |            |            |  |  |        |        |
|  | Anglia               | Anglia                     | 4                 | 2     |                    |                    |  |  |            |            |  |  |        |        |
|  | Anglia               |                            | 7 iulie – Londra  | 2     |                    |                    |  |  |            |            |  |  |        |        |
|  | Germania             | 0                          |                   |       |                    |                    |  |  |            |            |  |  |        |        |
|  | Germania             | 0                          | Anglia (prel)     | 2     |                    |                    |  |  |            |            |  |  |        |        |
|  | 27 iunie – Budapesta |                            | Anglia (prel)     | 2     |                    |                    |  |  |            |            |  |  |        |        |
|  |                      | Danemarca                  | 1                 |       |                    |                    |  |  |            |            |  |  |        |        |
|  | Țările de Jos        | Danemarca                  | 1                 | 0     |                    |                    |  |  |            |            |  |  |        |        |
|  | Țările de Jos        | 3 iulie – Baku             |                   | 0     |                    |                    |  |  |            |            |  |  |        |        |
|  | Cehia                | 2                          |                   |       |                    |                    |  |  |            |            |  |  |        |        |
|  | Cehia                | 2                          | Cehia             | 1     |                    |                    |  |  |            |            |  |  |        |        |
|  | 26 iunie – Amsterdam |                            | Cehia             | 1     |                    |                    |  |  |            |            |  |  |        |        |
|  |                      | Danemarca                  | 2                 |       |                    |                    |  |  |            |            |  |  |        |        |
|  | Țara Galilor         | Danemarca                  | 2                 | 0     |                    |                    |  |  |            |            |  |  |        |        |
|  | Țara Galilor         |                            |                   | 0     |                    |                    |  |  |            |            |  |  |        |        |
|  | Danemarca            | 4                          |                   |       |                    |                    |  |  |            |            |  |  |        |        |
|  | Danemarca            | 4                          |                   |       |                    |                    |  |  |            |            |  |  |        |        |

#### Optimi de finală
| Țara Galilor | 0-4    | Danemarca                                          |
| ------------ | ------ | -------------------------------------------------- |
|              | Raport | - Dolberg 27', 48' - Mæhle 88' - Braithwaite 90+4' |

| Italia                      | 2-1 (după prelungiri) | Austria          |
| --------------------------- | --------------------- | ---------------- |
| - Chiesa 95' - Pessina 105' | Raport                | - Kalajdžić 114' |

| Țările de Jos | 0-2    | Cehia                    |
| ------------- | ------ | ------------------------ |
|               | Raport | - Holeš 68' - Schick 80' |

| Belgia       | 1-0    | Portugalia |
| ------------ | ------ | ---------- |
| - Hazard 42' | Raport |            |

| Croația                                     | 3-5 (după prelungiri) | Spania                                                                         |
| ------------------------------------------- | --------------------- | ------------------------------------------------------------------------------ |
| - Pedri 20' (a) - Oršić 85' - Pašalić 90+2' | Raport                | - Sarabia 38' - Azpilicueta 57' - F. Torres 77' - Morata 100' - Oyarzabal 103' |

| Franța                                        | 3-3 (d.p.) | Elveția                                          |
| --------------------------------------------- | ---------- | ------------------------------------------------ |
| - Benzema 57', 59' - Pogba 75'                | Raport     | - Seferović 15', 81' - Gavranović 90'            |
| - Pogba - Giroud - Thuram - Kimpembe - Mbappé | 4–5        | - Gavranović - Schär - Akanji - Vargas - Mehmedi |

| Anglia                    | 2-0    | Germania |
| ------------------------- | ------ | -------- |
| - Sterling 75' - Kane 86' | Raport |          |

| Suedia         | 1-2 (după prelungiri) | Ucraina                         |
| -------------- | --------------------- | ------------------------------- |
| - Forsberg 43' | Raport                | - Zinchenko 27' - Dovbyk 120+1' |

#### Sferturi de finală
| Elveția                                | 1-1 (d.p.) | Spania                                         |
| -------------------------------------- | ---------- | ---------------------------------------------- |
| - Shaqiri 68'                          | Raport     | - Zakaria 8' (a)                               |
| - Gavranović - Schär - Akanji - Vargas | 1–3        | - Busquets - Olmo - Rodri - Gerard - Oyarzabal |

| Belgia                | 1-2    | Italia                      |
| --------------------- | ------ | --------------------------- |
| - Lukaku 45+2' (pen.) | Raport | - Barella 31' - Insigne 44' |

| Cehia        | 1-2    | Danemarca                  |
| ------------ | ------ | -------------------------- |
| - Schick 49' | Raport | - Delaney 5' - Dolberg 42' |

| Ucraina | 0-4    | Anglia                                          |
| ------- | ------ | ----------------------------------------------- |
|         | Raport | - Kane 4', 50' - Maguire 46' - J. Henderson 63' |

#### Semifinale
| Italia                                                    | 1-1 (d.p.) | Spania                            |
| --------------------------------------------------------- | ---------- | --------------------------------- |
| - Chiesa 60'                                              | Raport     | - Morata 80'                      |
| - Locatelli - Belotti - Bonucci - Bernardeschi - Jorginho | 4–2        | - Olmo - Gerard - Thiago - Morata |

| Anglia                        | 2-1 (prel) | Danemarca       |
| ----------------------------- | ---------- | --------------- |
| - Kjær 39' (o.g.) - Kane 104' | Raport     | - Damsgaard 30' |

#### Finala
| Italia        | 1-1 3-2 (după penaltiuri) | Anglia    |
| ------------- | ------------------------- | --------- |
| Bonucci ⚽67' | Raport Wikidata           | Shaw ⚽2' |

## Statistici

### Golgheteri
5 goluri
- Cristiano Ronaldo

5 goluri
- Patrik Schick

4 goluri
- Karim Benzema
- Emil Forsberg
- Romelu Lukaku
- Harry Kane

3 goluri
- Xherdan Shaqiri
- Raheem Sterling
- Kasper Dolberg
- Robert Lewandowski
- Georginio Wijnaldum
- Haris Seferović
- Álvaro Morata

### Jucătorul turneului
Premiul de Jucătorul turneului a fost câștigat de portarul italian Gianluigi Donnarumma.

## Marketing

#### Imnul oficial
Celebrul DJ neerlandez și producător muzical Martin Garrix a compus ,,We are the People" imnul oficial Euro 2020 împreună cu Bono și The Edge. El a fost prezentat pe 19 octombrie 2019 la RAI Amsterdam, un concert susținut de el, alături de Tiësto și David Guetta, cel care a compus imnul oficial  Euro 2016.

#### Mascota oficială
Skillzy, un adolescent pasionat de freestyle și cultura pana.

### Mingea oficială

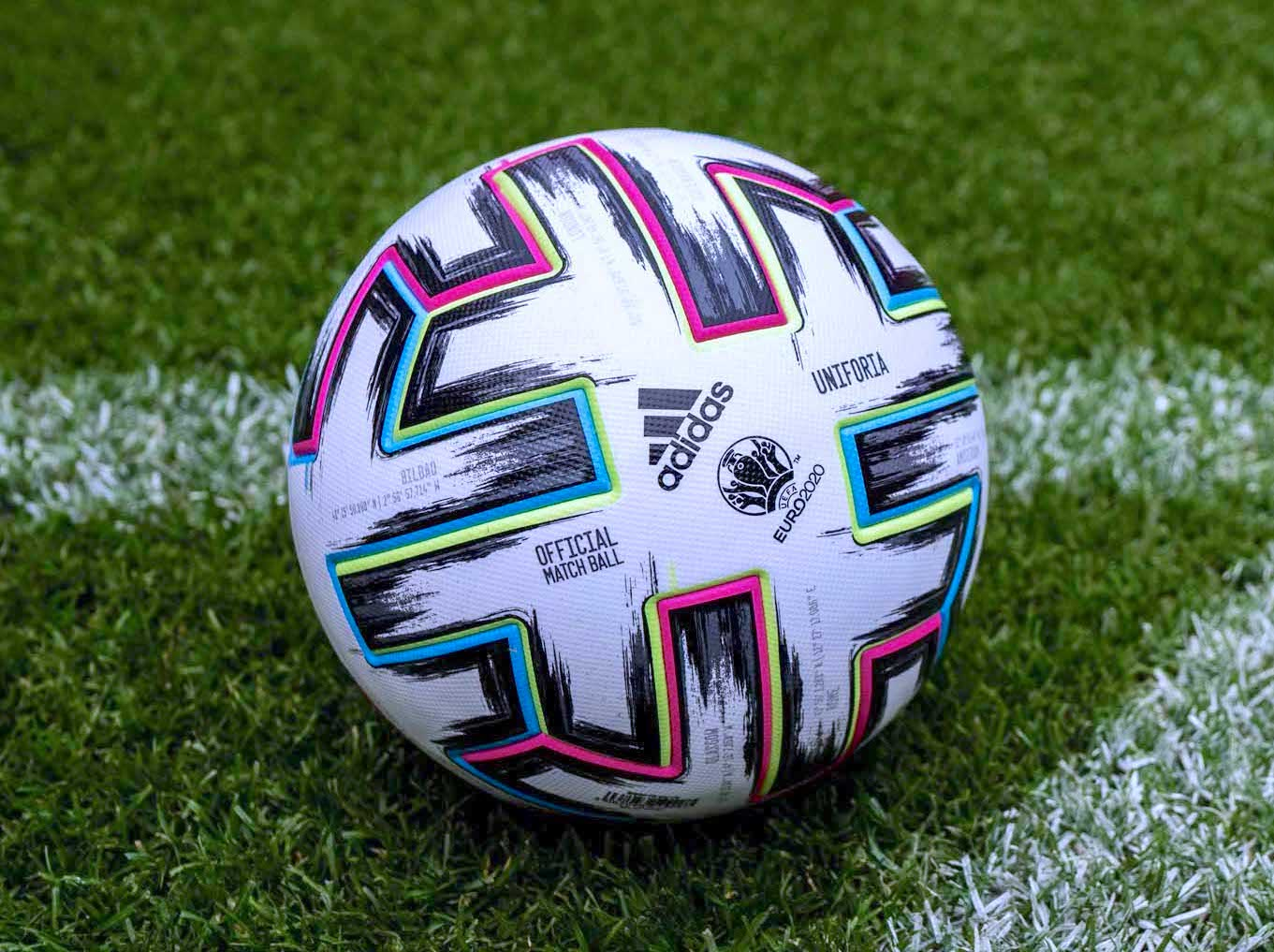
Mingea oficială

Adidas Uniforia a fost mingea oficială Euro 2020 prezentată la Londra pe 6 noiembrie 2019 de celebrul DJ neerlandez Martin Garrix.

#### Sponsorizare
| Sponsori internaționali |
| --- |
| - Alipay - Booking Holdings - Coca-Cola - FedEx - Heineken Bere - Hisense - SOCAR Petrolul de Stat de Companii Republica Azebaidjan - Takeaway.com - Volkswagen |

## Legături externe
Materiale media legate de Campionatul European de Fotbal 2020 la Wikimedia Commons
- en  Site web oficial